# 蔣斌
蔣 斌（しょう ひん、? - 景元5年（264年））は、中国三国時代の蜀漢の武将。荊州零陵郡湘郷県の人。父は蔣琬。弟は蔣顕。

## 生涯
蜀漢の延熙9年（246年）、父の蔣琬が没し、その後を継ぐ。綏武将軍・護軍となり、五千の兵を率いて漢城の守備に当たった。
炎興元年（263年）、蜀漢は魏の侵攻を受け、11月には皇帝劉禅が降伏して滅亡に至るが、漢城を守備する蔣斌は荀愷の包囲を受けながらも、終戦までこれを守り抜いた。またこの最中、魏の鍾会は蔣琬・蔣斌父子に敬意を払った手紙を送り、蔣斌はこれに丁寧な返書を返したことで、鍾会の感心を得ている。劉禅が降伏すると、蔣斌も涪の鍾会の元へ出頭。鍾会からは友人のように遇され、共に成都へと向かったが、魏の景元5年（264年）正月、鍾会の反乱による混乱の中で殺害された。

### 三国志演義における蔣斌
小説『三国志演義』では第113回で初登場。姜維の北伐に従い、命によって祁山に陣営を築いたが、その場所には鄧艾が地下道を通しており、魏軍の夜襲を受けて敗れた。
その後は漢城を守備した点は史実と同じだが、劉禅降伏に先立ち、漢中陥落の時点で魏に降ったこととなっている。